# 埃米尔·埃伦迈尔

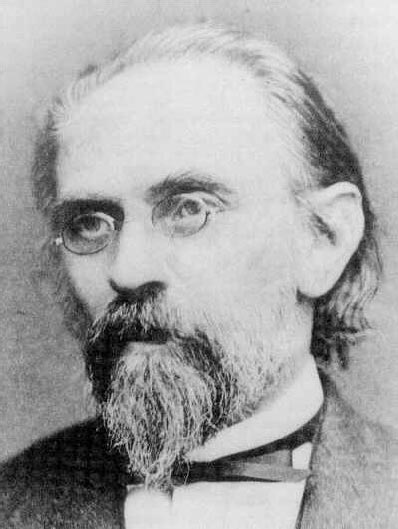
埃米尔·鄂倫麥爾

理查·奥古斯特·卡尔·埃米尔·埃伦迈尔（Richard August Carl Emil Erlenmeyer，1825年6月28日—1909年1月22日），19世紀德国化学家。

## 生平
埃米尔·埃伦迈尔生於黑森陶努斯施泰因，在吉森学医学，从1845年开始听尤斯图斯·冯·李比希的化学课，后来赴海德堡学药物学。他在拿骚获得了药剂师的执照后首先在卡岑埃尔恩博根做了五年药剂师。1850年他回到吉森，同年在李比希手下以《碱性氰化铅》（Über basisches Cyanblei）为题获得博士学位。
此后他在威斯巴登买下了一个药铺，此外还在威斯巴登商务和行业学校教授化学。由于他的药铺不盈利，他于1855年在海德堡随罗伯特·威廉·本生以肥料的化学为题获得在高等学校教授的文凭。1857年他成为海德堡大学的无薪讲师，与此同时还开了一个肥料工业的私人咨询实验室。1863年他成为海德堡额外教授，此后受慕尼黑技术学校，今慕尼黑工业大学的前身，的聘请任化学教授，同时他还出任不同化学公司的顾问。
1873年埃伦迈尔被接受为巴伐利亚科学院成员，1874年称为德国化学家协会的副主席，1884年其主席。从1877年至1880年他还出任技术学校的校长。1883年他出于健康缘故退休。1909年逝世于阿沙芬堡
埃伦迈尔年轻时长期研究化合物的结构。由于他从1859年开始任《化学、药物学和数学杂志》的编辑他可以很早就在这里发表他的理论供同行讨论。1862年他是第一个认识到多键的人。由此他阐明了许多化学结构。此外他在书写结构公式的时候始终使用今天的写法，由此推动了这个写法的普及。
在慕尼黑他集中精力研究有机化合物的结构，正确地解释了萘、胍和酪氨酸的结构。他还提出了合成胍和酪氨酸的方法。吖内酯的合成方法是以他命名的。

## 荣誉
- 錐形瓶也称埃伦迈尔瓶。